# Magsaysay (Misamis Oriental)
Magsaysay is een gemeente in de Filipijnse provincie Misamis Oriental op het eiland Mindanao. Bij de laatste census in 2007 had de gemeente bijna 29 duizend inwoners.

## Geografie

### Bestuurlijke indeling
Magsaysay is onderverdeeld in de volgende 25 barangays:
| - Abunda - Artadi - Bonifacio Aquino - Cabalawan - Cabantian - Cabubuhan - Candiis - Consuelo - Damayuhan - Gumabon - Katipunan - Kauswagan - Kibungsod | - Mahayahay - Mindulao - Pag-asa - Poblacion - San Isidro - San Vicente - Santa Cruz - Tama - Tibon-tibon - Tinaan - Tulang - Villa Felipa |

## Demografie
Magsaysay had bij de census van 2007 een inwoneraantal van 28.747 mensen. Dit zijn 4.197 mensen (17,1%) meer dan bij de vorige census van 2000. De gemiddelde jaarlijkse groei komt daarmee uit op 2,20%, hetgeen hoger is dan het landelijk jaarlijks gemiddelde over deze periode (2,04%). Vergeleken met de census van 1995 is het aantal mensen met 5.017 (21,1%) toegenomen.

De bevolkingsdichtheid van Magsaysay was ten tijde van de laatste census, met 28.747 inwoners op 143,14 km², 200,8 mensen per km².